# Cabaret des Quat'z'Arts

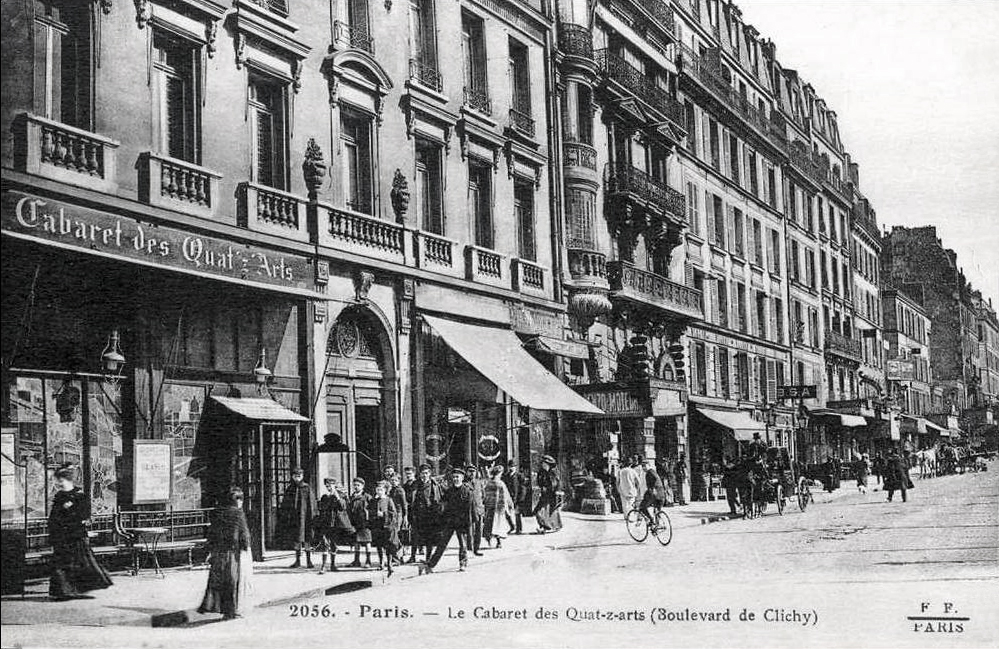
Cabaret des Quat'z'Arts 62 Boulevard de Clichy

Il Cabaret des Quat'z'Arts ("cabaret delle quattro arti") era un locale di cabaret parigino. Era situato al n°62 del Boulevard de Clichy a Parigi, Francia. Nello spirito del primo Le Chat Noir, il Quat'z'Art era un ritrovo per artisti, compositori, musicisti, attori, poeti, illustratori e critici teatrali, fu frequentato da Pablo Picasso, Apollinaire. Vi venivano tenute esposizioni temporanee e permanenti ed esibizioni di artisti come Émile Cohl, Jules-Alexandre Grün, Charles Léandre, Georges Redon, Lucien-Victor Guirand de Scévola, Henri de Toulouse-Lautrec, Louis Abel-Truchet, and Adolphe Willette.

## Storia
Il Cabaret des Quat'z'Arts fu fondato nel dicembre 1893 da François Trombert sul sito del vecchio Café du Tambourin. Egli chiamò così il cabaret dopo il secondo Ballo des Quat'z'Arts, un evento dell'École des Beaux-Arts. Il ballo era in costume e fu tenuto il 9 febbraio 1893 al Moulin Rouge e con allegria e bevande includeva modelle nude come pitture viventi: una di queste fu trovata nuda su un tavolo a mezzanotte con una conseguente denuncia, polemiche e un processo. Il termine Quat'z'Arts si riferiva alle quattro discipline della scuola (architettura, pittura, incisione e scultura).

## Il cabaret

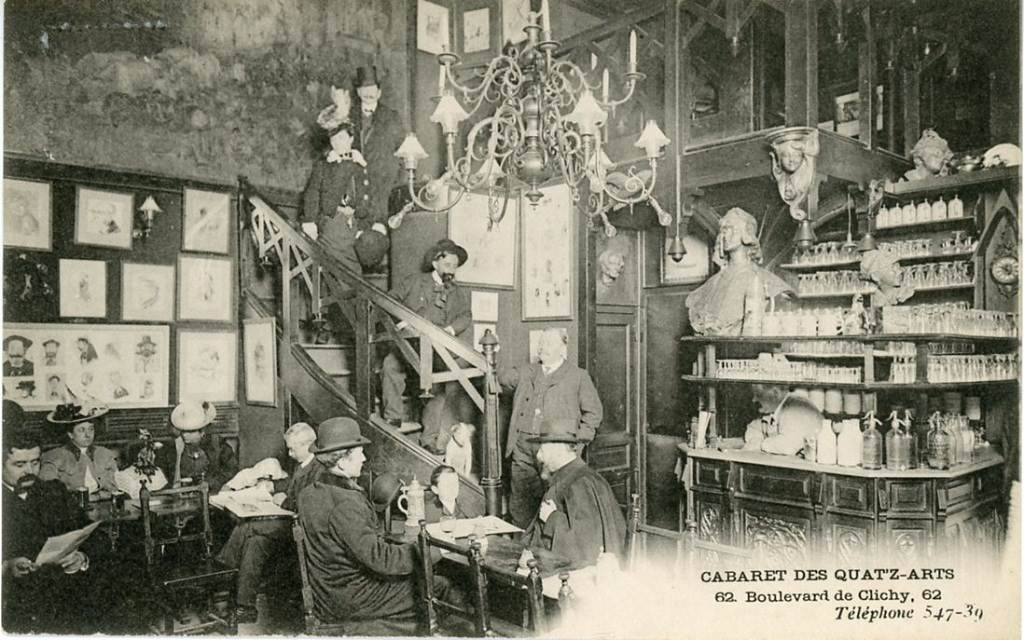
Cabaret des Quat'z'Arts, sala interna

Il cabaret consisteva di un café, un piccolo ristorante e una sala di spettacolo con circa 150 posti. Decorato in stile gotico (mezzo gotico, mezzo rinascimento) da Henri Pille. All'inizio ci furono esibizioni di chansonnier, vi recitano Marcel Legay, Gaston Couté, Eugéne Lemercier, Gaston Sécot, Yon Lug, Xavier Privas e Jean Rictus. La domenica pomeriggio vi si tenevano conferenze sulle canzoni tenute dai deputati Clovix Hugues e Maurice Boukay. In seguito si ebbe una rivista di cabaret artistico interpretata da chansonnier. Spettacoli teatrali erano offerti dalla troupe del cabaret, con marionette, spettacoli satirici e ombre cinesi. Luoghi simili erano La Lune Rousse e Les Pantins..
La sala salle de café era ricoperta di pannelli, bronzi e statuette. Tra il 1894 e il 1905 un gruppo di artisti e poeti esposero in questa sala disegni e poesie che confluirono in un'opera collettiva Le Mur (il Muro) composta di 1500 lavori. Questi lavori erano considerati da vedere e non da leggere (le voir et non le lire).
Dopo la morte di Trombert nel 1908, Martial Boyer prese il suo posto come direttore, in seguito Gabriel Montoya e Vincent Hyspa.

## La rivista Les Quat'z'Arts
Les Quat'z'Arts, la rivista officiale del cabaret fu fondata nel 1897 ed era una raccolta di aneddoti, cronache, giochi, parodie e commentari satirici su fatti politici. Iniziò con otto pagine settimanali ed era venduta nel cabaret. Sulla copertina del primo numero c'era un'illustrazione di Adolphe Willette con le quattro muse che voltano la schiena ai luoghi celebri dell'epoca e attraversano la Senna per raggiungere la poesia a Montmartre. L'illustrazione era spiegata nel manifesto che spiegava l'effimero programma della rivista, Palabre di Émile Goudeau, pubblicato sotto l'illustrazione, in cui dichiarava 'tutti i programmi sono illusori, inclusi quelli degli artisti di Montmartre' e finiva con 'mort aux cuistres'. Collaborarono alla rivista Numa Blès, Hugues Delorme, René Dubreuil, Yon Lug, Charles Quinel, Gaston Sécot e Edmond Teulet. Dal febbraio 1898 il numero delle pagine fu ridotto a quattro pagine e tre mesi dopo, nel maggio 1898, senza alcuna spiegazione, sospese le pubblicazioni. Una trentina di numeri uscirono in seguito sporadicamente dal 1900 al 1908.